# 1911 en Grèce
Chronologie de la Grèce
- 1907
- 1908
- 1909
- 1910
- 1911
- 1912
- 1913
- 1914
- 1915

Cette page concerne les évènements survenus en 1911 en Grèce  :

## Évènements
- janvier : Arrivée de la mission militaire française en Grèce pour réorganiser l'armée hellénique (1911-1914).
- juin : Constitution grecque
- septembre : Bataille navale de Préveza (en)

## Sortie de film
- Quo Vadis Spyridion ?
- Spyridion bébé
- Spyridion caméléon

## Sport
- Championnat Panhellénique 1910-1911 (en) (football)
- Championnat Panhellénique 1911-1912 (en)

## Création
- Force aérienne grecque
- Lycée des femmes grecques
- Makedonía, journal.

## Naissance
- Geórgios Alexiádis, personnalité politique.
- Cécile de Grèce,  princesse de Grèce et de Danemark.
- Louis Dumont, anthropologue français.
- Odysséas Elýtis, poète, prix Nobel de littérature en 1979.
- Níkos Gátsos, poète et écrivain.
- Hélène Vlachou, journaliste.

## Décès
- Eléni Prosalédi (el), peintre.
- Pétros Kanellídis (el), journaliste.
- Pavlos Nerántzis (el), militaire.
- Lázaros Sóchos, sculpteur.